# Patrizia Van der Weken
Patrizia Van der Weken, née le 12 novembre 1999, est une athlète luxembourgeoise spécialiste des épreuves de sprint.

## Biographie
Elle remporte la médaille d'or du 100 m lors des Universiades d'été de 2021 à Chengdu, dans le temps de 11 s 22.
Le 17 juin 2023 à Dessau, elle porte le record du Luxembourg à 11 s 02 et réalise les minimas olympiques pour les Jeux de Paris. Cinq jours plus tard le 22 juin, elle établit un nouveau record national sur 200 m en 23 s 19.
En mars 2024 à Glasgow, elle atteint la finale du 60 m des championnats du monde en salle et se classe 7e en 7 s 15, une première historique pour un sprinter du Luxembourg.
Le 9 juin 2024, elle remporte sa demi-finale des championnats d'Europe de Rome en améliorant son record du Luxembourg en 11 s 00 (+ 2,0 m/s), avant de terminer au pied du podium en finale deux heures plus tard, en 11 s 04, à un centième de la médaille d'argent, dans une course remportée par Dina Asher-Smith en 10 s 99.
Le 7 juillet 2024, elle s'impose en 11 s 06 malgré un fort vent de face (- 2,0 m/s) lors du Meeting de Paris, étape de la Ligue de diamant, et entre dans l'histoire en devenant la première athlète du Luxembourg, hommes et femmes confondus, à s'imposer sur le circuit. Cinq jours plus tard, elle termine 4e du Meeting Herculis de Monaco en 11 s 02 (- 1,0 m/s), dans une course remportée par Julien Alfred en 10 s 85.
Le 9 mars 2025 lors des Championnats d'Europe d'athlétisme en salle 2025, Patrizia van der Weken remporte la toute première médaille de l'histoire pour le Luxembourg aux Championnats d'Europe d'athlétisme en salle en terminant à la troisième place de la finale du 60 m et en améliorant le record du Luxembourg à 7 s 06. Elle réédite sa performance aux championnats du monde deux semaines plus tard le 22 mars en terminant troisième en 7 s 07. De nouveau elle est devancée par Mujinga Kambundji et Zaynab Dosso, mais permet au Luxembourg de remporter sa première médaille à des mondiaux en salle.

## Palmarès
| Date | Compétition                    | Lieu      | Résultat | Épreuve | Temps       |
| ---- | ------------------------------ | --------- | -------- | ------- | ----------- |
| 2023 | Universiade                    | Chengdu   | 1re      | 100 m   | 11 s 22     |
| 2024 | Championnats du monde en salle | Glasgow   | 7e       | 60 m    | 7 s 15      |
| 2024 | Championnats d'Europe          | Rome      | 4e       | 100 m   | 11 s 04     |
| 2025 | Championnats d'Europe en salle | Apeldoorn | 3e       | 60 m    | 7 s 06 (NR) |
| 2025 | Championnats du monde en salle | Nankin    | 3e       | 60 m    | 7 s 07      |

## Records
| Épreuve            | Temps        | Lieu       | Date            |
| ------------------ | ------------ | ---------- | --------------- |
| 60 m               | 7 s 06 (NR)  | Apeldoorn  | 9 mars 2025     |
| 100 m              | 11 s 00 (NR) | Rome       | 9 juin 2024     |
| 200 m              | 23 s 19 (NR) | Chorzów    | 22 juin 2023    |
| 200 m piste courte | 23 s 29 (NR) | Luxembourg | 18 février 2024 |